# Dyrkning af ærter
Dyrkning af ærter er en dansk dokumentarfilm fra 1985 med ukendt instruktør.

## Handling
Filmen starter med forårsarbejdet og viser igennem vækstsæsonen de problemer, der opstår med afgrøden, samt de dyrkningsmæssige indgreb, der skal foretages.